# Chiesa di San Giovanni Battista (Badia Pavese)
La chiesa di San Giovanni Battista è un luogo di culto cattolico di Badia Pavese, in provincia e diocesi di Pavia; fa parte del vicariato II della Bassa Pavese.
Il luogo di culto divenne parrocchiale nel 1581 per decisione di San Carlo Borromeo, tuttavia, per vicende complesse, la parrocchia fu quasi subito soppressa e ripristinata solo nel 1612. Fino agli anni Venti del Novecento appartenne all'Arcidiocesi di Milano, Vicariato di Chignolo Po. Fu aggregata, con tutto il Vicariato, alla Diocesi di Pavia, per volontà di Pio XI. 

## Storia
La prima chiesa di Badia Pavese, le cui dimensioni erano piuttosto esigue, venne costruita nel XIV secolo e inglobata in quella nuova che risulta presente negli atti della visita pastorale di San Carlo Borromeo del 20 aprile 1581 - quindi presente nel Cinquecento - data in cui divenne parrocchiale. L'edificio fu poi ristrutturato tra il 1929 ed il 1936 per volontà del primo parroco pavese, don Amilcare Bianchi, che fece costruire anche il pronao sulla facciata. Lo storico locale Dottor Pozzi Davide ha individuato nell'attuale sacrestia la cappella originaria del XIV secolo. I mattoni con cui fu edificata la chiesa attuale vennero prodotti e cotti in loco nel campo detto il Campasso, poche decine di metri dietro la chiesa. Nei primi anni Duemila il Dottor Pozzi, proprietario di una porzione del Campasso, fece eseguire dei lavori di livellamento del terreno di sua proprietà ed emersero tracce di tale attività.
Nel 1974 il presbiterio venne rifatto a cura del parroco don Elio Palladini. In tale circostanza vennero murate due nicchie, aperte ad inizio Novecento nell'arco trionfale, che contenevano in cornu evangelii una statua di San Giuseppe ed in cornu epistulae una statua del Sacro Cuore. In tale occasione venne anche collocata una targa marmorea commemorativa dietro il fonte battesimale, che dall'ingresso della chiesa era stato spostato presso l'altar maggiore in cornu evangelii. La targa, il cui testo fu composto dallo storico pavese Monsignor Faustino Gianani, è stata successivamente spostata.  L'altar maggior proviene dalla chiesa di Torre de' Negri e fu donato dal parroco pro tempore di quella parrocchia, don Antonio Giorgi, nativo di Badia Pavese.  Il crocefisso dell'altar maggiore proviene invece dalla sacrestia del Duomo di Pavia e fu donato dal Vescovo Monsignor Antonio Angioni che consacrò l'altare in una concelebrazione eucaristica col parroco don Elio Palladini.  Diacono durante il rito fu don Vittorio Lanzani, oggi vescovo. Tra il 2009 ed il 2010, la facciata fu ridipinta. Infine, nel 2011 terminò un lungo restauro di tutta la chiesa.

## Descrizione
In origine l'edificio aveva navata unica con due cappelle laterali e dei camerini. La ristrutturazione voluta dal parroco don Amilcare Bianchi negli anni '30 portò alla demolizione dei muri divisori dei camerini e la chiesa divenne a tre navate. Durante la ristrutturazione fu demolito l'antico altar maggiore ligneo, sostituito con un altare in marmo neoclassico con marmi bianchi e neri. Tale altare fu smembrato dopo la riforma liturgica voluta dal Concilio Vaticano II. Si salvò la mensa che venne girata verso il popolo, sempre ad opera di don Amilcare Bianchi, che morì poi nel 1968. Tale altare rimase in uso fino alla ristrutturazione successiva del 1974.  Durante la Seconda Guerra Mondiale l'edificio fu abbellito con quadri della pittrice Ada Sacchi Badò, quadri purtroppo rubati negli anni '90 del Novecento. La pittrice apparteneva ad una famiglia originaria del sito, poi trasferitasi a Milano e i cui membri tornarono come sfollati durante le tragiche vicende del Secondo Conflitto Mondiale. L'artista godette di una certa fama e in gioventù aveva realizzato, fra le altre cose, un ritratto per l'Onorevole Giovanni Giolitti. Ada Sacchi è sepolta nel cimitero del paese nella cappella gentilizia di famiglia.